# Олинго на Харис
Олингото на Харис (Bassaricyon lasius) е вид хищник от семейство Енотови (Procyonidae).

## Разпространение и местообитание
Видът е разпространен в Коста Рика.
Обитава гористи местности, планини и възвишения.

## Описание
Теглото им е около 1,2 kg.
Популацията на вида е намаляваща.